# Ibn Wahbun
Abu-Muhàmmad Abd-al-Jalil ibn Wahbun, més conegut simplement com a Ibn Wahbun fou un poeta andalusí dels segles xi i xii que va fer carrera a la cort de Sevilla, però era nascut a Múrcia vers 1039/1049. Va morir quan anava a Múrcia en campanya a mans de cavallers cristians, el 1138/1139.
La seva poesia arriba en alguns moments a l'excel·lència.